# Луція Попп
Луці́я Попп (нім. Lucia Popp, справжнє ім́я словац. Lucia Poppová; 12 листопада 1939, село Загорска Вес, Словаччина — 16 листопада 1993, Мюнхен, Німеччина) — словацька співачка (сопрано).

## Біографія
Народилась у селі Загорска Вес біля Малацек. Початково збиралася стати акторкою, потім брала уроки співів у Брно та Празі. 1963 року дебютувала в Братиславі в партії Цариці ночі в «Чарівній флейті». Ця партія належить до найвищих досгнень співачки; того ж року, після запрошення до Віденської опери, вона записала її під керівництвом Отто Клемперера. Зв'язки з Віденською оперою Луція Попп зберігала протягом усієї своєї кар'єри.
1966 року вона дебютувала в Ковент-Гарден, 1967 року — в Метрополітен-опері. Почавши як колоратурне сопрано, в 70-ті роки співачка перейшла до ліричних партій, а згодом і до легких партій в операх Штрауса і Вагнера.
Померла від пухлини мозку.

## Творчість
У різний час і на різних сценах Попп виконувала такі ролі, як Сюзанна і Графиня у «Весіллі Фігаро», Цариця ночі і Паміна в «Чарівній флейті», Церліна, Донна Ельвіра і Донна Анна в «Дон Жуані», Еннхен і Агата в «Вільному стрільцю», Зденка і Арабелла в «Арабеллі», Софі і Маршальша в «Кавалері троянди», Олімпія в «Казках Гофмана», Єва в «Нюрнберзьких мейстерзінгерах» і т. д.
Є також її записи пісень Шуберта, «Чотирьох останніх пісень» Р. Штрауса, «Чарівного рога хлопчика» Малера.

## Нагороди та звання
- Почесне звання «Каммерзенгер» Віденської державної опери (1979)[6]